# Northwoods (Missouri)
Northwoods ist eine Stadt mit dem Status „City“ im St. Louis County im US-Bundesstaat Missouri. Das U.S. Census Bureau hat bei der Volkszählung 2020 eine Einwohnerzahl von 3.687 ermittelt.

## Geographie
Die Koordinaten von Northwoods liegen bei 38°42'12" nördlicher Breite und 90°16'56" westlicher Länge.
Nach Angaben der United States Census 2010 erstreckt sich das Stadtgebiet von Northwoods über eine Fläche von 1,84 Quadratkilometer (0,71 sq mi). Northwoods grenzt im Westen an Pasadena Hills und Norwood Court, im Süden an Beverly Hills und Uplands Park, im Osten an Pine Lawn und im Norden an Jennings.

## Bevölkerung
Nach der United States Census 2010 lebten in Northwoods 4227 Menschen verteilt auf 1651 Haushalte und 1126 Familien. Die Bevölkerungsdichte betrug 2297,3 Einwohner pro Quadratkilometer (5953,5/sq mi).
Die Bevölkerung setzte sich 2010 aus 4,3 % Weißen, 93,9 % Afroamerikanern, 0,2 % amerikanischen Ureinwohnern, 0,3 % Asiaten, 0,1 % aus anderen ethnischen Gruppen und 1,2 % mit zwei oder mehr Ethnien zusammen. Bei 0,2 % der Bevölkerung handelte es sich um Hispanics oder Latinos. Von den 1651 Haushalten lebten in 31,4 % Kinder unter 18 und in 12,3 % der Haushalten lebten Personen über 65.
Von den 4227 Einwohnern waren 22,6 % unter 18 Jahre, 8,1 % zwischen 18 und 24 Jahren, 21,5 % zwischen 25 und 44 Jahren, 27,7 % zwischen 45 und 64 Jahren und in 20,1 % der Menschen waren 65 Jahre oder älter. Das Durchschnittsalter betrug 42,7 Jahre und 43,1 % der Einwohner waren männlich.

## Belege
1. ↑  Explore Census Data Total Population in Northwoods city, Missouri. Abgerufen am 2. Februar 2023.
2. ↑   United States Census
3. ↑   American Fact Finder